# 小野寺華那
小野寺 華那（、1993年4月13日 - ）は、日本の元女優である。神奈川県出身。東京児童劇団に所属していた。

## 略歴
東京児童劇団に5歳のころから所属し、主にドラマやCMなどで活躍した。2002年に公開された映画『ゴジラ×メカゴジラ』で初めて本格的に映画出演した。
すでに女優業を引退しているが、『ゴジラ×メカゴジラ』監督の手塚昌明と偶然再会したことをきっかけに、2016年に『ゴジラ×3式機龍〈メカゴジラ〉コンプリーション』（ホビージャパン刊）でインタビューに応じている。

## 出演

### テレビドラマ
- いのちの器（1998年、フジテレビ）
- ウルトラマンダイナ 第43話（1998年7月4日、毎日放送） - ハルナ（少女時代）役[2]
- 君の手がささやいている 第3章（1999年、テレビ朝日）
- 天国のKiss（1999年、テレビ朝日）篠原梢（幼少時代） 役
- 元禄繚乱（1999年、NHK）大石くう 役
- 別れたら好きな人（1999年、テレビ東京）
- ザ・美容室（2000年、フジテレビ）
- 君の手がささやいている 第4章（2000年、テレビ朝日）
- トトの世界〜最後の野生児 第3話 - 第5話（2001年、NHK-BS）
- 夏少女ウメ子（2006年、BS-i）ウメ子 役

### 映画
- 蛇イチゴ（2002年、ザナドゥー）
- ゴジラ×メカゴジラ（2002年、東宝）湯原沙羅 役[3][2]

### CM
- ベネッセ進研ゼミ小学講座
- カシオQV-3500EX